# Orangerie du château de Versailles

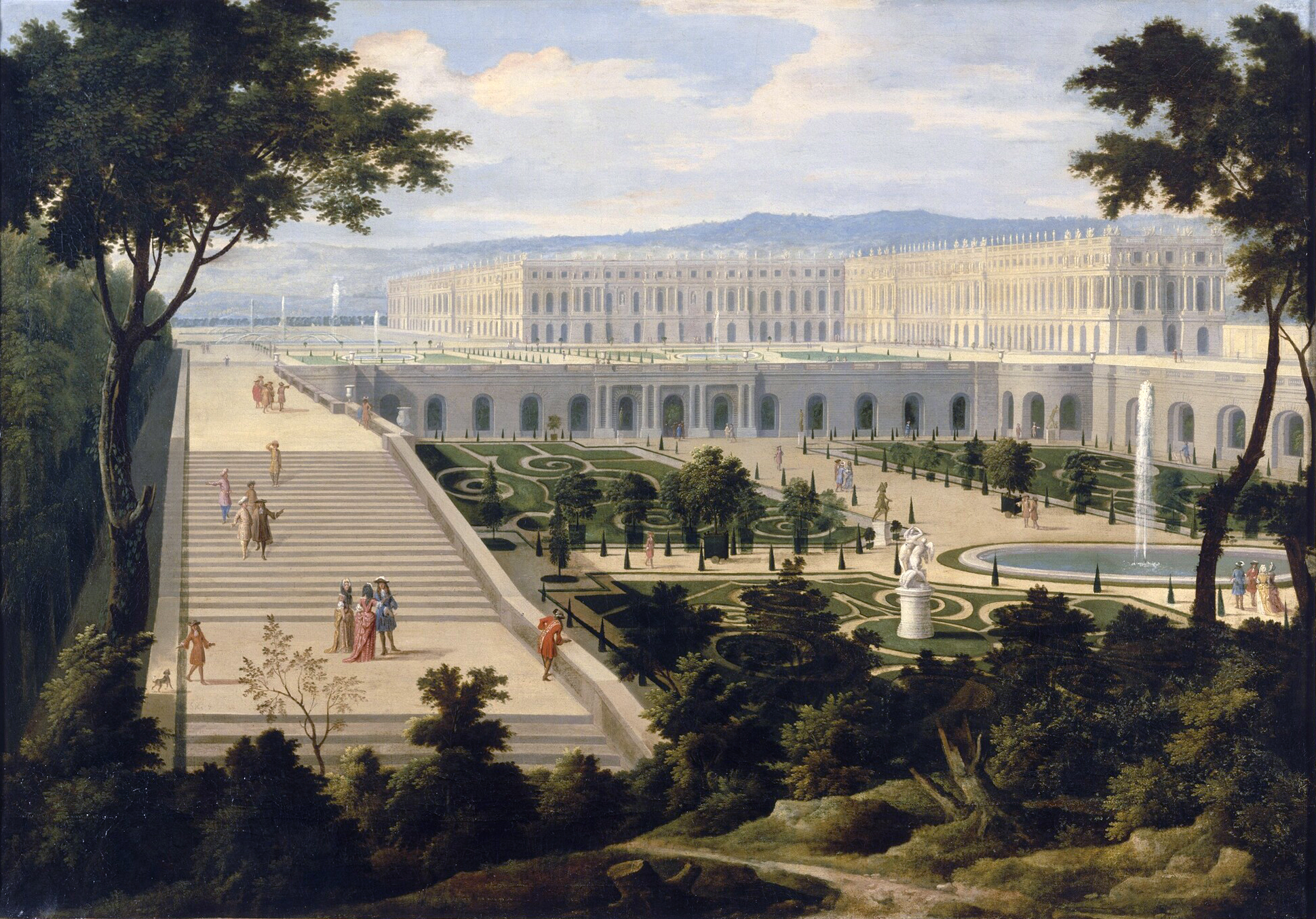
L'orangerie dans les années 1690.

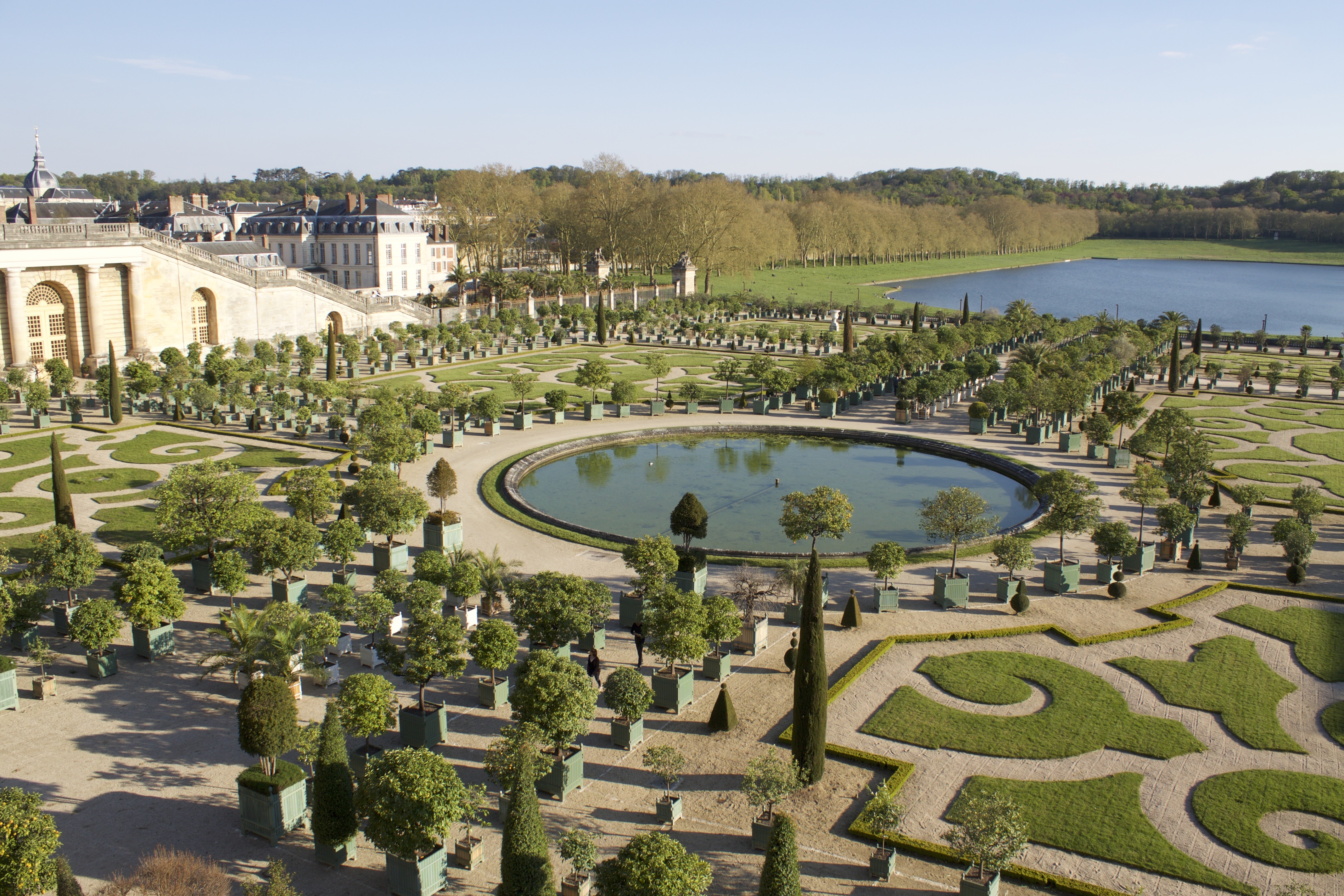
Jardin de l'orangerie du parc de Versailles, avec les orangers en caissons.

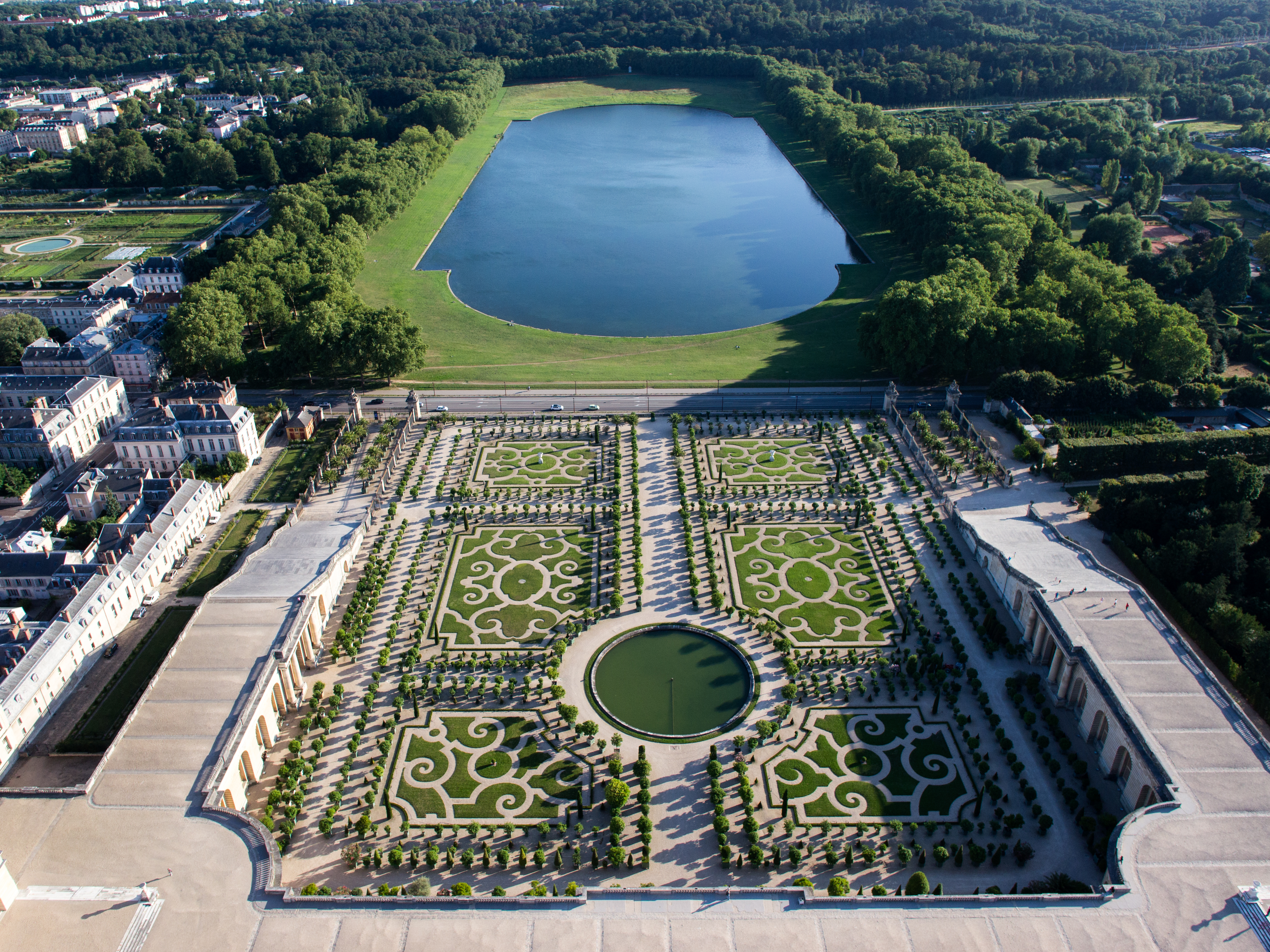
Façade de l’orangerie.

L'orangerie du château de Versailles a été construite par Jules Hardouin-Mansart entre 1684 et 1686, elle remplace celle construite par Le Vau en 1664, soit avant même le début des travaux du château. L'orangerie abrite en hiver plus de 1 500 arbustes en caisse, en majorité des orangers (900) mais aussi des lauriers, des grenadiers ou des myrtes. À la belle saison, du 1er juin au 10 octobre, les orangers et autres arbres en caisses sont exposés dans le Parterre Bas.

## La mode des agrumes
L'orange amère (Citrus aurantium) a été introduite en Europe au XVe et XVIe siècles et était alors un aliment de luxe. Il est généralement admis que l'arrivée de l'orange douce en Europe est liée aux activités maritimes des Portugais au XVe siècle, en particulier la circumnavigation d'est en ouest effectuée par Vasco de Gama. Bien que les Romains connaissaient déjà probablement l'existence des citrons et des oranges ainsi que de  différents types d'agrumes, les oranges, amères et douces, et les citrons - arrivèrent en Europe à diverses époques.
En France, l'engouement pour les variétés exotiques remontent à la fin des guerres d'Italie. La première orangerie avait été construite par Charles VIII au château d'Amboise. Il y fait naturaliser des artichauts, des melons et des oranges amères. Henri IV fait construire une orangerie au Louvre. En retenant l'eau et des nutriments, et en utilisant des techniques d'élagage, les jardiniers français ont été en mesure de faire fleurir les arbres d'agrumes durant toute l'année, au grand plaisir de Louis XIV.  Des motifs à base d'agrumes deviendront tout au long de l'histoire  un thème en sculpture, mosaïque, broderie, tissage, peintures, poèmes ou chansons. Les fleurs d'orange restent prisées comme ornements floraux dans les mariages.

## Description
L'orangerie se trouve sous le « Parterre du Midi ». Elle est formée d'une galerie centrale de 150 mètres de long, dont la façade est orientée vers le sud. Cette galerie est encadrée par deux galeries latérales situées sous les « escaliers des Cent Marches ». L'ensemble, éclairé par de grandes fenêtres cintrées, enserre le Parterre Bas ou Parterre de l'orangerie. 
Cette orientation, une épaisseur des murs de plus de 5 mètres et les précautions prises en hiver - par exemple, sous l'ancien régime, les jardiniers rentraient par des grandes chatières pour éviter d'ouvrir les grandes portes fenêtres dont les jointures étaient calfeutrées avec de la paille - ont fait que l'orangerie n'a jamais connu une gelée. 
Le Parterre Bas est délimité sur son quatrième côté, au sud, par une balustrade donnant sur la route de Saint-Cyr-l'École. Celle-ci le sépare de la pièce d'eau des Suisses. En son centre se trouve un vaste bassin circulaire, entouré de six pièces de gazon. 
L'orangerie abrite la statue Enlèvement de Proserpine par Pluton (1696) par François Girardon.

Panorama de l’orangerie depuis le parterre bas.

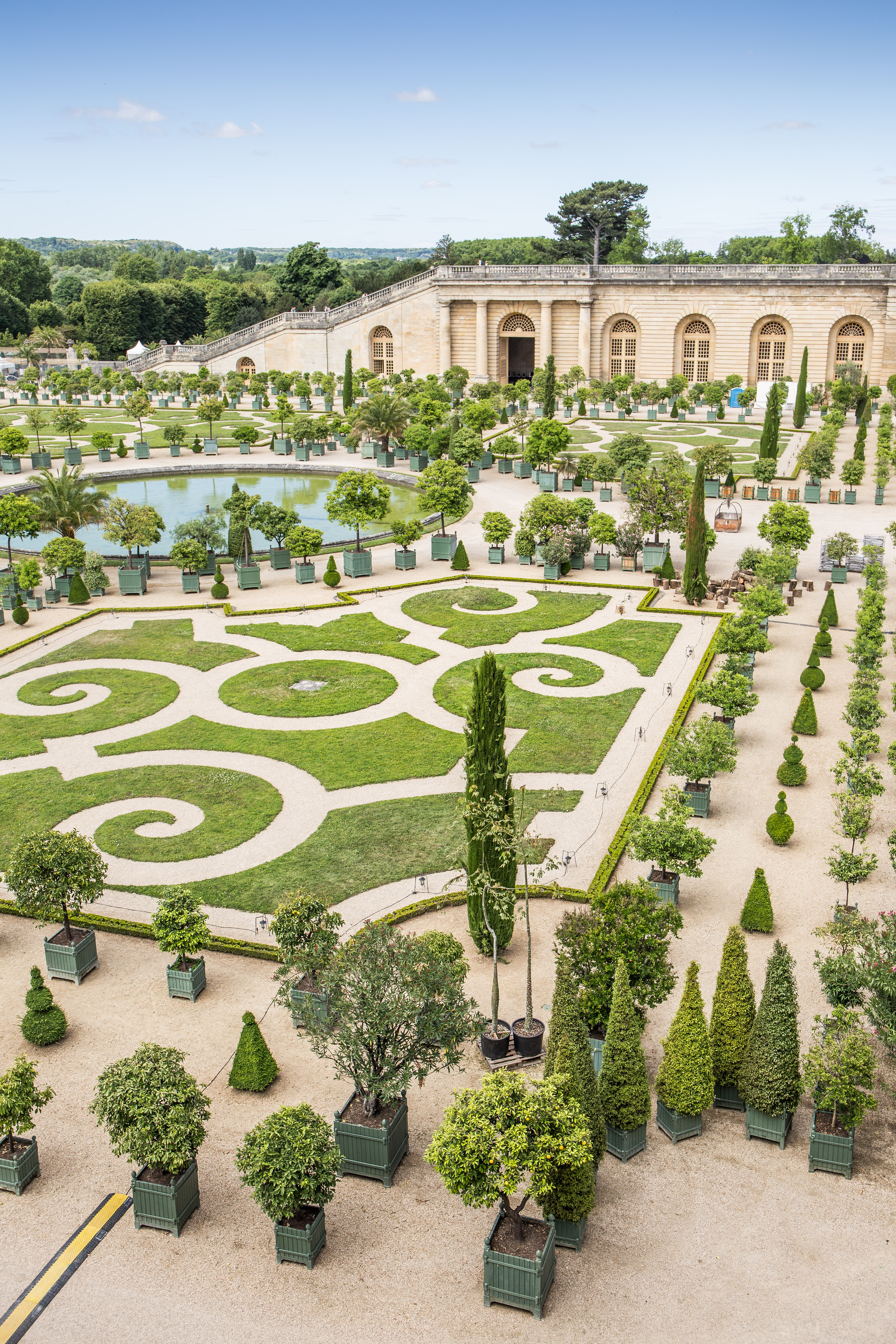
Parterre de l'Orangerie.
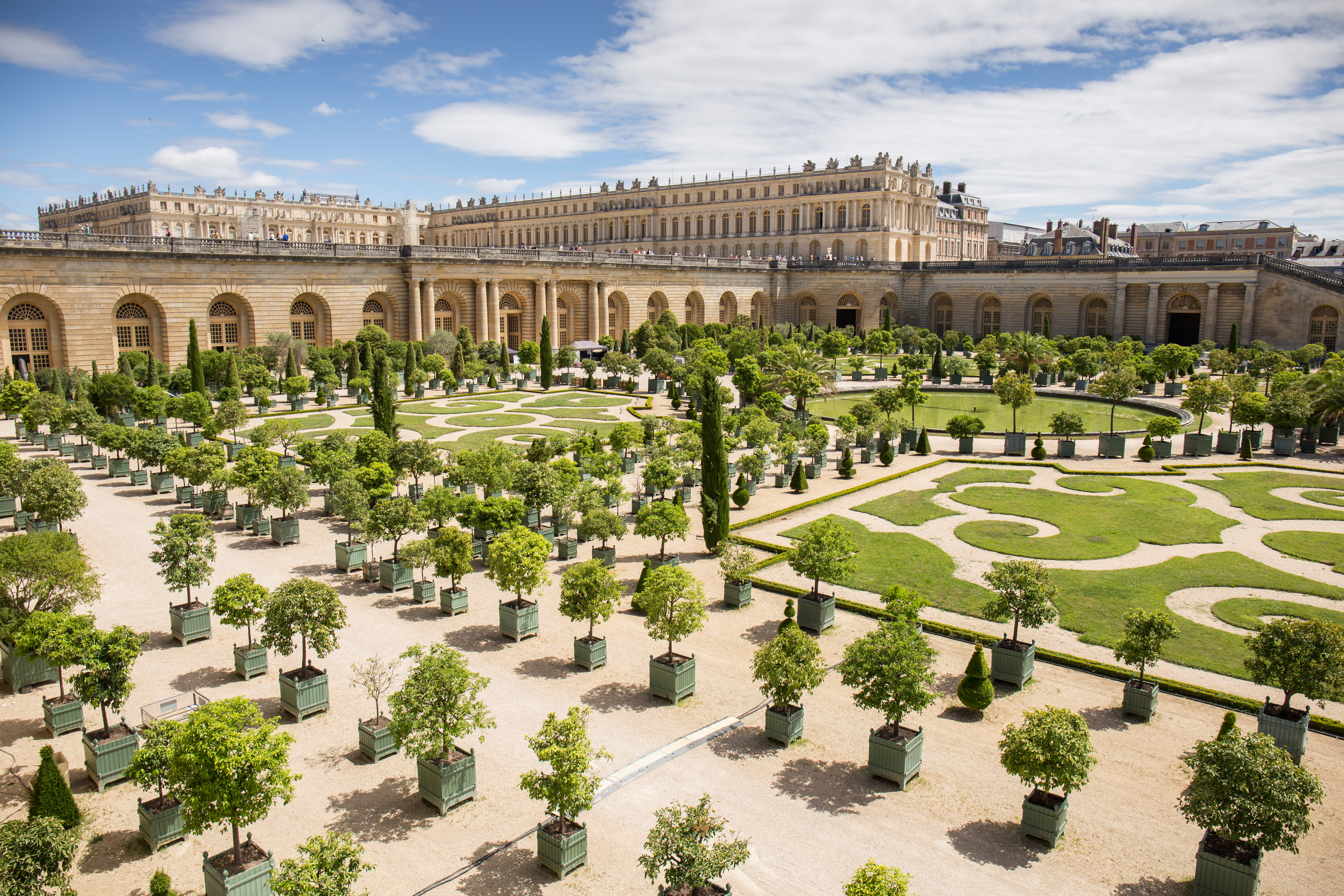
Orangerie et son parterre.
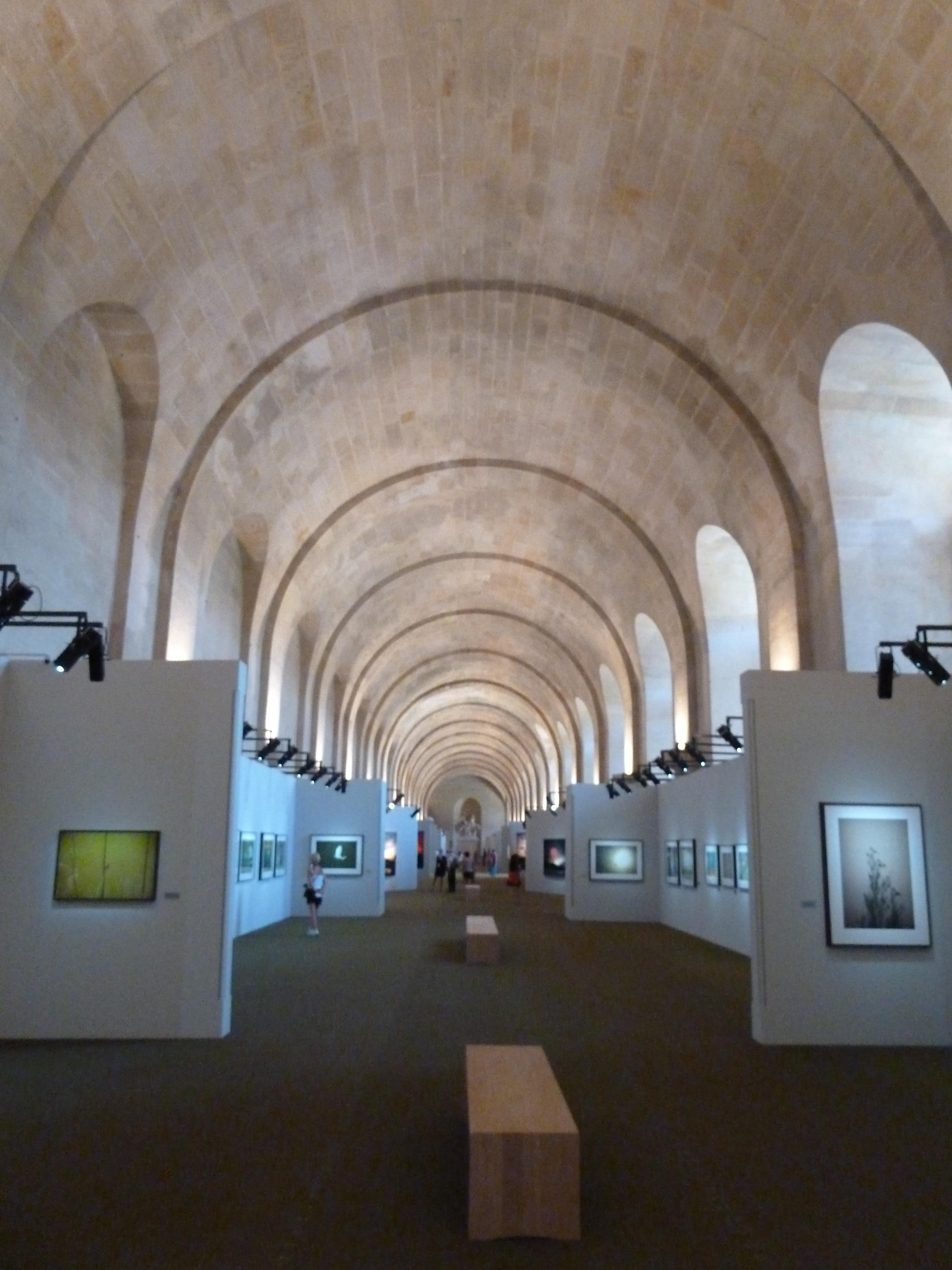
Intérieur de l'orangerie.
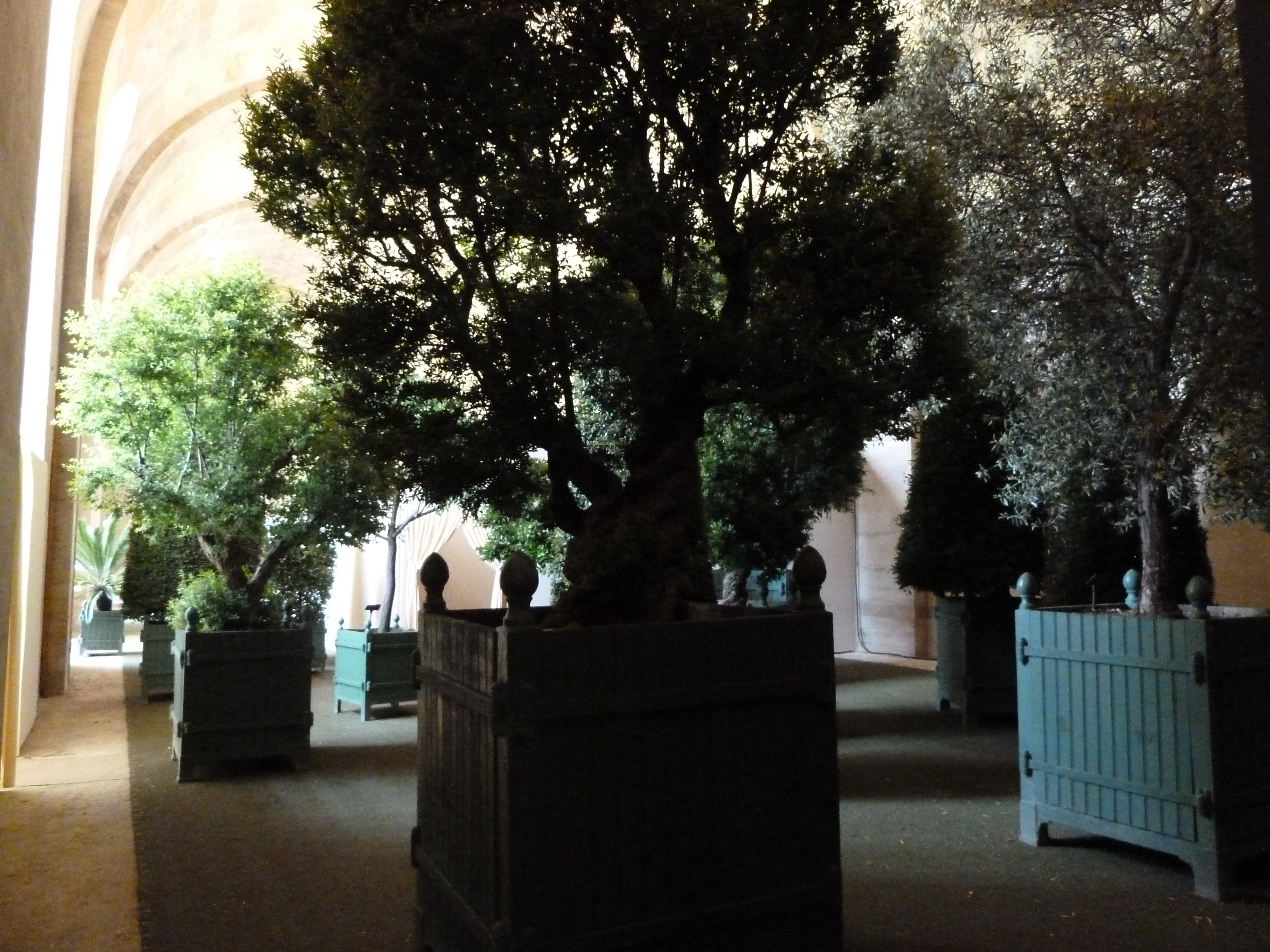
Orangers à l'abri.

## Prison des communards
La grande Orangerie, par ses dimensions est transformée, en 1871, en prison de communards, et devient l'étape obligatoire avant la garnison de Satory, où se déroulent les jugements militaires.

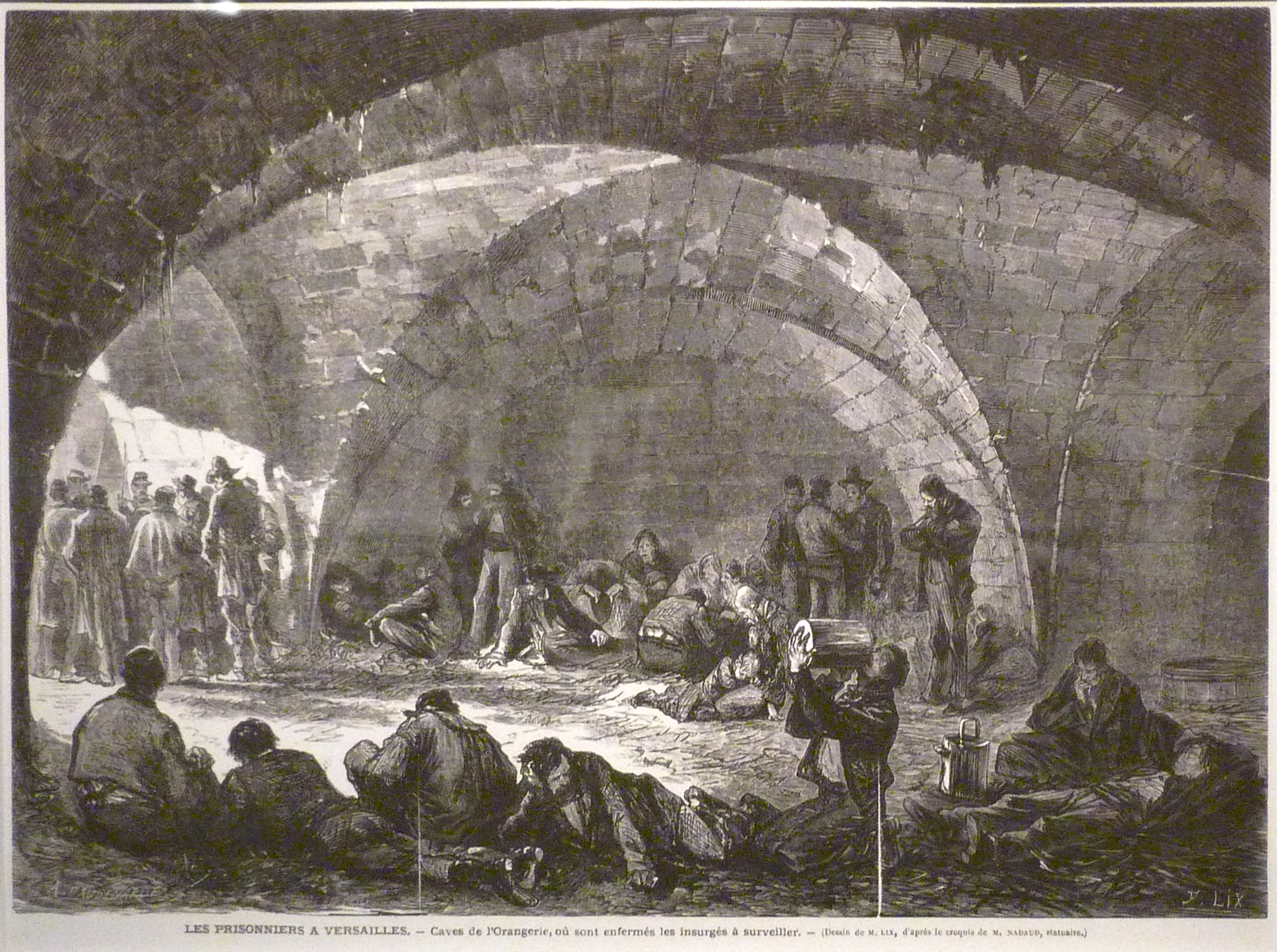
Communards enfermés dans les caves de l'Orangerie, d'après Auguste Nadeau.
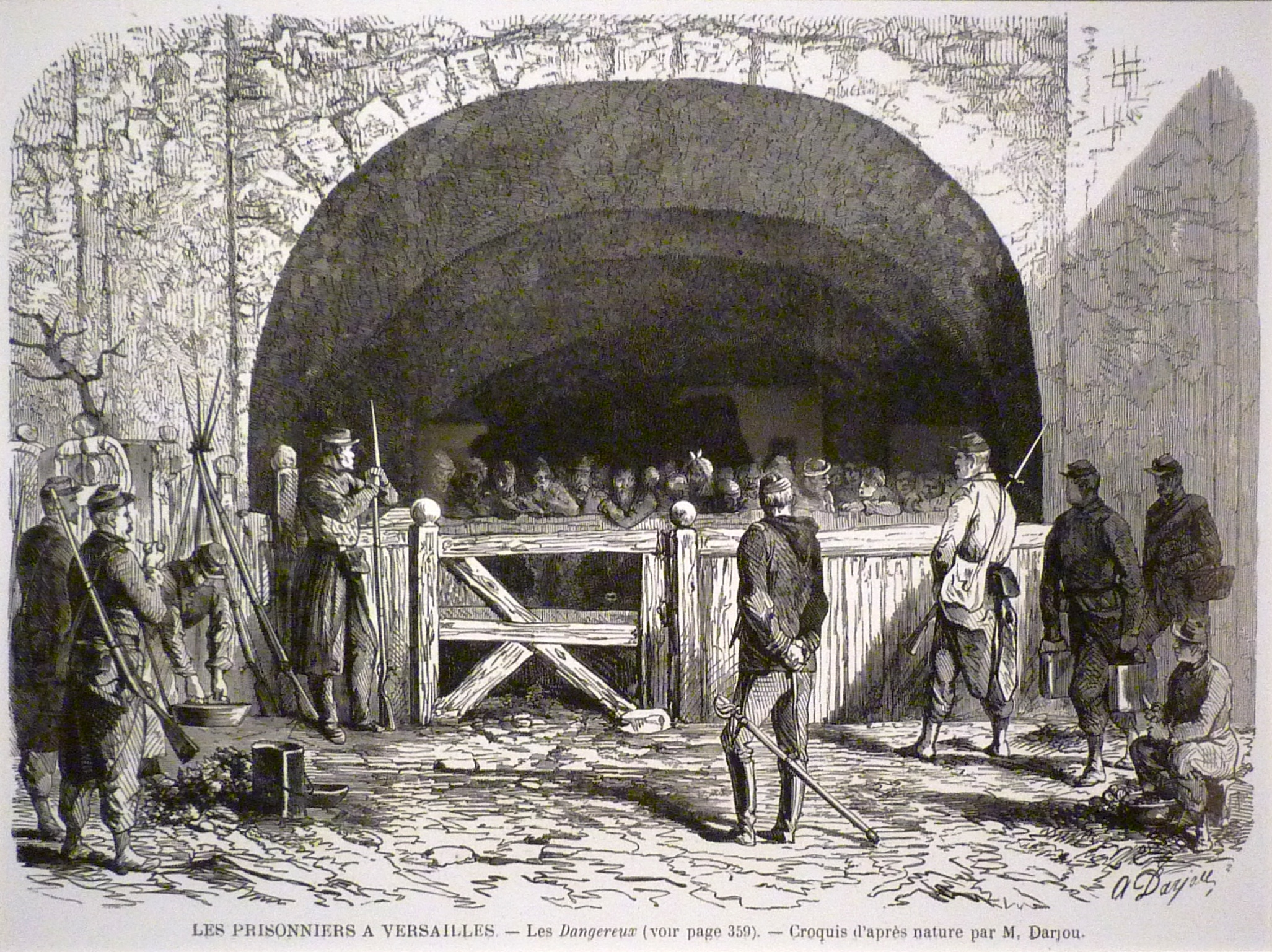
Communards considérés comme « dangereux », entassés dans l'aile droite de l'Orangerie, par Henri-Alfred Darjou.